# Lijst van burgemeesters van Sittard
Dit is een lijst van burgemeesters van de voormalige Nederlandse gemeente Sittard, tot aan de samenvoeging met Geleen in 2001.
| Ambtsperiode | Naam burgemeester                   | Partij of stroming | Bijzonderheden |
| ------------ | ----------------------------------- | ------------------ | -------------- |
| 1824 - 1829  | Johan Anton Jacob Schmitz           |                    |                |
| 1829 - 1842  | Gérard Wemans                       |                    |                |
| 1842 - 1881  | Jan Hendrik (J.H.) Arnoldts         | Conservatieven     |                |
| 1882 - 1904  | Jan Hendrik Rutten                  |                    |                |
| 1904 - 1926  | Adrianus (A.H.) Gijzels             |                    |                |
| 1927 - 1941  | Martin (M.W.J.) Coenders            |                    |                |
| 1941 - 1944  | Marius Frans Leopold Hubert Welters | NSB                |                |
| 1944 - 1958  | Martin (M.W.J.) Coenders            |                    |                |
| 1959 - 1975  | Huub (H.M.J.) Dassen                | KVP                |                |
| 1975 - 1997  | Jacques (J.J.G.) Tonnaer            | PPR                |                |
| 1997 - 2001  | Jan (J.) de Geus                    | CDA                | waarnemend     |